# Brent Harding
Brent Harding (Columbus, 3 marzo 1967) è un bassista statunitense, attuale bassista dei Social Distortion.
Ha inoltre collaborato con Mike Ness alla realizzazione dei suoi due album solisti.
Prima dei Distortion ha militato nei seguenti gruppi: Deke Dickerson, Ecco-Fonics, The Eugene Edwards Band, The Lucky Stars, The Sleepwalkers.

## Discografia (Social Distortion)
- 2011 - Hard Times and Nursery Rhymes